# Idiops clarus
Idiops clarus (лат.) — вид мигаломорфных пауков рода Idiops из семейства Idiopidae.

## Распространение
Южная Америка (Уругвай).

## Описание
Пауки среднего размера, длина от 1 до 2 см. Карапакс, ноги и стернум светло-коричневые, брюшко серое. Самцы и самки Idiops clarus отличаются от других неотропических видов наличием задних боковых глаз, отделенных от средней группы глаз, и округлой грудиной. Самцы также отличаются от других тем, что голень пальп короткая и толстая, с выступом в основании ретролатерального вдавления (также присутствует у Idiops fuscus и Idiops pirassunsunguensis) и наличием дистального эмболярного зубца рядом с отверстием семявыносящего протока (также присутствует у Idiops germaini). Самки различаются по строению сперматеки с обширной базальной областью, разделенной несклеротизированной частью и протоками, удаленными друг от друга, и склеротизированной областью на переходе между протоком и рецептаклом. Тазики ног без шипов. Хелицеры с продольным рядом крупных зубцов и ретролатеральным рядом меньших зубцов, ретролатеральные зубцы занимают базальную треть хелицер. Ноги с тремя коготками на лапках. Брюшко овальной формы. Передние боковые глаза (ALE) расположены рядом с кромкой клипеального края.